# Territórium (album)
A Territórium a Kárpátia zenekar 2016. augusztus 12-én megjelent nemzeti rock albuma. Áprilisban két dalt tettek közzé előzetesen, ezek az Üvegpohár és a Sámánok ringattak. Az album csak a 30. helyen nyitott a Mahasz lemezeladási listáján.

## Számlista
1. Szülőföldem, szép hazám
2. Szél sodort száraz levél
3. Betyárok
4. Bátrak dala
5. A bástya
6. Üvegpohár
7. Határvadász induló
8. Sámánok ringattak
9. Néma keresztek
10. Jászkunsági gyerek vagyok

## Lemezen közreműködtek
- Petrás János: ének; basszusgitár
- Szijártó Zsolt: gitár
- Back Zoltán: gitár
- Galántai Gábor: billentyű
- Bankó Attila: dob

- Bene Beáta: furulya
- Egedy Piroska: cselló
- Molics Zsolt: sámánének
- Petrás Mátyás: vokál